# Чашка, Олег Иванович
Олег Иванович Чашка (15 мая 1966, Северодонецк, Украинская ССР, СССР) — советский и российский футболист, защитник, полузащитник.
Воспитанник ворошиловградского футбола, всю карьеру провёл в Ленинграде / Санкт-Петербурге. В 1984 году сыграл 21 матч за «Динамо», в 1987—1989 был в составе «Зенита», провёл пять матчей в чемпионате-1989. В 1990—1992 выступал в низших лигах за «Кировец» / «Космос-Кировец». Позже принимал участие в чемпионате Санкт-Петербурга.